# Claude Young
Claude Young Jr. es un DJ de techno de Detroit, EE. UU.. Conocido por su estilo a la hora de pinchar, que incluye scratches, juggles y cuts, ha pinchado en clubs de todo el mundo.
Claude Young comenzó en la música gracias a su padre, que fue uno de los fundadores de la radio de Detroit WJLB y donde trabajaba como moderador y DJ. Como DJ de club y radio, Claude Young se fue dando a conocer en la escena techno de Detroit. En un momento dado comenzó a producir su propia música gracias a la colaboración de Kevin Saunderson.
Claude Young ha publicado música bajo su propio nombre y bajo otros pseudónimos como Brother From Another Planet, De-Yang Crew, Dub Street Posse, Low Key y Project 625 en sellos como 7th City, Djax y Axis.